# Языкова, Ирина Константиновна
Ири́на Константи́новна Язы́кова (род. 18 апреля 1956, Москва) — советский и российский искусствовед и общественный деятель. Кандидат культурологии. Заведующая кафедрой христианской культуры Библейско-богословского института св. апостола Андрея (ББИ), после фактической реорганизации и перевода вуза в заочный формат - юридический директор данного института с 7 сентября 2020 года по 28 ноября 2024 года.  Являлась учредителем ООО "Артос" в Москве, существовавшего с 25 апреля 2017 года по 6 марта 2020 года. 
Преподаватель Коломенской духовной семинарии. Член Синодальной библейско-богословской комиссии Русской православной церкви. Автор журналов «Страницы: богословие, культура, образование», «Истина и Жизнь» и «Дорога вместе».

## Биография
Родилась в Москве. В 1981 году окончила отделение искусства исторического факультета МГУ. После университета работала в Государственном музее архитектуры им. А. В. Щусева, затем в Всероссийском Обществе охраны памятников истории и культуры (ВООПИиК). По окончании МГУ работала во Всесоюзной проектной научно-реставрационной мастерской (ВПНРК), объединении «Союзреставрация». Много лет участвовала в программе по обследованию и паспортизации памятников церковной архитектуры и искусства, поставленных на государственной учёт, в основном её объектами были московские храмы и монастыри.
С 1980-х годов И. К. Языкова читает лекции по иконописи для самой широкой аудитории. Впоследствии эти лекции легли в основу её первой монографии «Богословие иконы», написанной по заказу Московской Патриархии, готовившей серию учебников для духовных школ. Изданная в 1995 году, эта книга была рекомендована как учебник для семинарий и богословских вузов. В 1997 году была переведена на польский язык и издана в Варшаве. Вышло второе, исправленное и дополненное издание «Богословия иконы».
С 1991 года преподаёт в богословских высших учебных заведениях. Первым среди них был Общедоступный православный университет (ОПУ), основанный прот. Александром Менем в 1990 г. Затем, в 1995 г. перешла в Библейско-богословский институт св. апостола Андрея (ББИ), который выделился из ОПУ как самостоятельный аккредитованный богословский вуз. Ныне она занимает в ББИ должность заведующей кафедрой христианской культуры.
С 2001 года преподает в Коломенской духовной семинарии, где читает курс по церковному искусству. С 2002 г. преподавала также в Российском православном институте св. Иоанна Богослова, на факультете церковно-исторической живописи. Была деканом этого факультета.
В 2002 года в Италии (издательство «Матрёнин двор») была издана книга И. К. Языковой «Се творю все новое. Икона в XX веке». Книга вышла на двух языках — итальянском и русском — и по существу стала первым серьезным исследованием иконописной традиции прошедшего столетия. Эта книга и стала основой её диссертации на соискание учёной степени кандидата культурологии по теме «Икона в духовной культуре России XX века», которую она защитила в 2005 году в Московском педагогическом государственном университете по специальности «24.00.01 — история и теория культуры (культурология)» (научный руководитель — доктор философских наук, профессор Т. Ф. Кузнецова; официальные оппоненты — доктор искусствоведения М. Н. Соколов и кандидат культурологии А. В. Юдин; ведущая организация — Государственная академия славянской культуры). Эта работа стала итогом исследований в области современного церковного творчества, начатых ещё в конце 1980-х годов.
Весной 1989 года, работая в ВООПИиК заведующим выставочным залом, И. К. Языкова подготовила выставку «Современная икона», которая экспонировалась в Знаменском соборе на Варварке (тогда улица Разина). Выставка имела большой общественный резонанс, так как, по сути, была первой экспозицией работ современных иконописцев после долгих лет идеологических запретов на церковное искусство. С этого времени исследовательский интерес И. К. Языковой сосредоточился на современном иконописном творчестве, которое тогда практически не привлекало внимание серьезных искусствоведов. За прошедшие двадцать лет ею написаны десятки статей в различных изданиях, подготовлено несколько каталогов современных иконописцев, она постоянно выступает с этой темой на научных конференциях и круглых столах, устраивает выставки современных иконописцев. Много лет подряд И. К. Языкова является одним из руководителей иконописной секции на Международных образовательных Рождественских чтениях, участвует в иконографических комиссиях, её часто привлекают к разработке программ храмовых росписей, иконостасов и создания новых икон.
Участвовала в составе коллектива авторов в издании «Истории иконописи. VI—XX вв.», вышедшей в свет в 2002 году и затем переведенной на английский и др. языки. Помимо этого, И. К. Языкова — автор нескольких монографий и около сотни статей по иконописи, древней и современной, а также по всей истории искусства.
В течение 15 лет на радиостанции «София» вела еженедельную радиопрограмму «Арфа царя Давида», посвящённую христианскому творчеству. Входила в редколлегию научного журнала «Страницы: богословие. Культура, образование» (зам. Главного редактора), издаваемого ББИ святого апостола Андрея и христианских популярных журналов «Истина и Жизнь» и «Дорога вместе».
В 2008 года патриарх Московский и всея Руси Алексий II наградил И. К. Языкову орденом св. равноапостольной княгини Ольги III степени за многолетнюю преподавательскую работу и исследовательскую деятельность.

## Публикации
Книги
- Богословие иконы. — М. : Общедоступный православный университет, основанный прот. Александром Менем, 1995. — 208 с.
- Мы входим в храм: Рабочая тетрадь для 10-11-х кл. М.: Открытый мир, 1997
- Се творю все новое: Икона в XX веке. — М. : Фонд Христианская Россия, 2002. — 223 с.
- История иконописи. Истоки. Традиции. Современность. VI—XX века (2002)
  - A History of Icon Painting: Sources, Traditions, Present Day. М.: Grand-Holding Publishers, 2005
- Чудесный сад: Сборник пьес и сценариев к празднику Пасхи. Издательство Духовное Возрождение, 2004
- Путь к истине : прошлое и настоящее Святогорья. — Москва : Имидж-Пресс, 2006. — 201 с.
- Hidden and Triumphant: The Underground Struggle to Save Russian Iconography. Paraclete Press (MA), 2008
- Со-творение образа: богословие иконы. — Москва : Изд-во ББИ, cop. 2012. — 349 с. — (Современное богословие).; ISBN 978-5-89647-269-8
  - Со-творение образа: богословие иконы. — Москва : Изд-во ББИ, 2014. — 349 с. — (Современное богословие). — ISBN 978-5-89647-241-4

Статьи
- Икона Пресвятой Троицы Андрея Рублева. Прообраз и интерпретация Евхаристической трапезы // Теология: богословский журнал. — 1995. — № 4 (январь-июнь) — С. 158—167
- Художник читает Библию // Мир Библии. М., 1995. — № 3. — C. 74-82.
- Человек в зеркале иконы // Страницы. М., 1996. — № 1. — С. 101—109.
- [Рец. на кн.:] Померанц Г., Шперри Т., Ховельсон Л. Поспеть за Богом. М., 1997 // Страницы. М., 1997. — Т. 2. — № 2. — С. 311—312.
- Богословие и культура: Точки соприкосновения и полюса отчуждения Богосл. осмысление культуры от эпохи Древней Церкви до наших дней // Страницы. М., 1997. — Т. 2. — № 1. — С. 105—109.
- [Аннот. к кн.:] Лицевая Библия. Российское Библейское о-во // Мир Библии. М., 1997. — № 4. — С. 57.
- I Европейская встреча развития православных академий и центров мирян: [Вилемов (Чехия), 22-26 нояб. 1997] // Страницы. М., 1997. — Т.2. — № 4. — С. 637—638.
- День святого апостола Андрея // Страницы. М., 1997. — Т.2. — № 4. — С. 632.
- «Черный квадрат» К. Малевича как антиикона: [Докл. на конф., посвящ. дню ап. Андрея в ББИ, 13 дек. 1996 г.] // Страницы. М., 1997. — Т.2. — № 2. — С. 273—277.
- [Рец. на кн.:] Отцы-пустынники смеются / Пер. с фр. и обработка: о. А. Мартен. М.: Изд-во францисканцев, 1996 // Страницы. М., 1997. — Т.2. — № 2. — С. 312—313.
- Презентация книги «Зов пустыни» [О кн. К. Спинк — биогр. сестры Магдалены (Мадлен Ютен, 1898—1988)] // Страницы. М., 1998. — Т.3. — № 1. — С. 152—153.
- Библейское послание Марка Шагала: К 110-летию со дня рождения художника // Мир Библии. М., 1998. — № 5. — С. 82-92.
- [Рец. на кн.:] Новости СИНДЕСМОСа, зима 1998 — весна 1999. М.: ББИ // Страницы. М., 1999. — Т.4. — № 2. — С. 310—311.
- 500 лет первой славянской Библии // Страницы. М., 1999. — Т.4. — № 3. — С. 475—476.
- [Рец. на:] ХРIСТIАНОС: Альманах. Вып. VIII. Рига, 1999 // Страницы. М., 1999. — Т.4. — № 4. — С. 632—633.
- IV Андреевские чтения в Москве [ББИ, 11-13 дек. 1999. Дом-музей М. Цветаевой: Обзор докладов] // Страницы. М., 1999. — Т.4. — № 4. — С. 634—635.
- [Рец. на кн.:] Левинская И. А. Деяния апостолов: Историко-филологический комментарий. Главы I—VIII. М.: ББИ, 1999. 307 с. (Современная библеистика) // Страницы. М., 1999. — Т.4. — № 2. — С. 310.
- [Рец. на кн.:] Отец Александр Мень отвечает на вопросы. М.: Фонд им. А. Меня, 1999. 317 с. // Страницы. М., 1999. — Т.4. — № 2. — С. 312.
- Архитектурные образы в творчестве Осипа Мандельштама: [Докл. на III Андреевских чтениях в Доме-музее М. Цветаевой. ББИ, 12-13 дек. 1998 г.] // Страницы. М., 1999. — Т.4. — № 4. — С. 580—593.
- Икона — благовестие современному миру // Научно-богословские труды по проблемам православной миссии: сборник. — Белгород : Миссионерский отдел Московского патриархата, 1999. — 336 с. — С. 185—188
- Христиане и мусульмане: Проблемы диалога (О презентации новой книги изд-ва ББИ) // Страницы. 2000. — № 5
- Её жизнь была служением России и неразделенной Церкви Христовой [Некролог Ирины Иловайской] // Страницы. 2000. — № 5. — С. 306—308
- Её жизнь была служением России и неразделенной Церкви Христовой: [Некролог, посвящ. И. А. Иловайской-Альберти]. И. А. Иловайская-Альберти — главный ред. газеты «Русская мысль» и радио «Благовест» // Страницы. М., 2000. — Т.5. — № 2. — С. 306—308.
- «Отец Александр Мень и мать Мария (Скобцова) — свидетели для XXI века»: [Междунар. конф. Рига, 29-30 сент. 2000 г.] // Страницы. М., 2000. — Т.5. — № 3. — С. 475—477.
- [Рец. на кн.:] Форест Д. Живущий в премудрости: Жизнь Томаса Мертона / Пер. с англ.: А. В. Кириленков; Под ред.: Н. Л. Трауберг. М.: Истина и жизнь, 2000. Биогр. монаха траппистского мон-ря (США, XX в.) // Страницы. М., 2000. — Т.5. — № 4. — С. 632—634.
- [Рец. на кн.:] Мир Библии. Вып. 7. М.: ББИ, 2000. 112 с. // Страницы. М., 2000. — Т.5. — № 3. — С. 468.
- Международная конференция «Наука и богословие» [Москва, 28-30 сент. 2000]: [Обзор] // Страницы. М., 2000. — Т.5. — № 3. — С. 474—475.
- «Христиане и мусульмане: Проблемы диалога»: (О презентации новой книги изд-ва ББИ) // Страницы. М., 2000. — Т.5. — № 4. — С. 636—637.
- «Православное богословие на пороге третьего тысячелетия»: [Богосл. конф. Москва, 7-9 февр. 2000 г.] // Страницы. М., 2000. — Т.5. — № 1. — С. 150—151.
- «Услышать человека»: (О презентации четырех книг изд-ва ББИ) // Страницы. М., 2000. — Т.5. — № 2. — С. 311—312.
- Рождество Христово в европейской художественной традиции: Две тысячи лет поисков образа // Мир Библии. М., 2000. — № 7. — С. 76-95.
- Иконописная традиция русской эмиграции в XX веке // Страницы. 2001. — т. 6, № 2. — С. 269—282
- Зажженный светильник, свет которого никогда не угаснет // Вестник РХД. 2002. — № 1 (183). — С. 340—345.
- Мать Мария (Скобцова) о религиозном смысле культуры и творчества // Христианос: альманах. — 2002. — № 11 — С. 320—337
- Икона в современном мире // Церковь и время. 2004. — № 1 (26). — С. 53-91
- Юлия Николаевна Рейтлингер // Церковь и время. 2005. — № 1 (30). — С. 100—116
- Подвиг верности и веры. Жизнь и творчество инокини Иулиании (Мария Николаевна Соколова) // Христианос: альманах. — 2005. — № 14 — С. 255—277
- Святой как икона Бога // Христианос: альманах. — 2006. — № 15. — С. 11-26
- Добрый пастырь — отец Николай Голубцов // Меневские чтения. Т. 1 : Церковная жизнь XX века: Протоиерей Александр Мень и его духовные наставники : сборник материалов Первой научной конференции «Меневские чтения» (9-11 сентября 2006 г.). — Сергиев Посад : Приход Сергиевской церви в Семхозе, 2007. — 188 с. — С. 139—148
- Апостольские объятия // Страницы: богословие, культура, образование. — 2007. — т. 12, № 4 — С. 589—594
- Икона в пространстве постмодерна // Страницы: богословие, культура, образование. — 2012. — т. 16, № 2. — С. 254—265
- Епископ-интеллигент: портрет на фоне эпохи. К столетию со дня рождения архиепископа Михаила Мудьюгина // Страницы: богословие, культура, образование. — 2012. — т. 16, № 1 — С. 124—135
- Надо ли восстанавливать как было? // Храмоздатель. 2013. — № 1 (2). — С. 61-64
- Нужны ли памятники святым // Храмоздатель. 2013. — № 1 (2). — С. 73
- Ганс Кюнг // Страницы: богословие, культура, образование. — 2013. — т. 17, № 1 — С. 107—117
- Матушка Фамарь (Марджанишвили) — грузинская княжна и русская святая // Христианос: альманах. — 2014. — № 23 — С. 128—149
- Адам, где ты? Современные вызовы для христианской антропологии и опыт митрополита Антония Сурожского // Страницы: богословие, культура, образование. — 2014. — т. 18, № 4. — С. 545—555
- Чувство красоты созданного Богом мира : Отец Александр Мень — иконописец, художник, скульптор // Журнал Московской патриархии. 2015. — № 1 — С. 94-96
- Пока мы лиц не обрели. Может ли икона быть авторской? // Дары: альманах современной христианской культуры. — 2015. — № 1. — С. 92-103
- Иконопочитатели и иконописцы. Современные байки // Страницы: богословие, культура, образование. — 2015. — т. 19, № 2. — С. 298—300
- Богословское наследие о. Александра Меня: 25 лет спустя // Страницы: богословие, культура, образование. — 2015. — т. 19, № 3 — С. 448—459
- Служение примирения. Тройная годовщина Тэзе // Страницы: богословие, культура, образование. — 2015. — т. 19, № 4 — С. 579—584
- Памяти Умберто Эко // Страницы: богословие, культура, образование. — 2016. — т. 20, № 1. — С. 121—125
- Этапы развития богословского осмысления иконы в XX веке // Страницы: богословие, культура, образование. — 2018. — т. 22, № 1. — С. 90-109
- Россия, которую мы не заметили. Почему не востребован опыт русской эмиграции? // Страницы: богословие, культура, образование. — 2018. т. 22, № 2 — С. 260—271
- Как бережно хранить старинные книги и правильно ими пользоваться? // Журнал Московской Патриархии, 2019. — № 5 (930). — С. 82-85.
- Я поставил своей целью написать всю жизнь Христа в картинах. Живописное Евангелие Василия Поленова. К 175-летию со дня рождения художника // Журнал Московской патриархии. 2019. — № 12 (937). — С. 74-83
- Смиренную мудрость стяжа паче всех человек. 800-летие святого благоверного Александра Невского. Житие и иконография // Журнал Московской патриархии. 2020. — № 4. — С. 74-81
- Образ святого благоверного князя Александра Невского в светском искусстве // Журнал Московской патриархии. 2020. — № 7. — С. 66-70
- Свобода и канон в иконе: есть ли противоречие? // Богословие свободы. Религиозно-антропологические основания свободы в глобальном контексте = Theology of Freedom. Religious and Antropological Foundations of Freedom in a Global Context : сборник / ред. И. К. Языкова. — Москва : Издательство ББИ, 2021. — 549 с. — (Современное богословие). — ISBN 978-5-89647-401-2 — С. 525—539
- От Первого Ватиканского собора к энциклике Пия X «Pascendi Domini Gregis»: идейные основы католического антимодернизма в Италии // Единство Церкви в Предании, истории и современности: материалы научной конференции 14-16 ноября 2019 г. — М.: Издательство ПСТГУ, 2021. — C. 100—120